# Cualac tessellatus
Cualac tessellatus är en fiskart som beskrevs av Miller, 1956. Cualac tessellatus ingår i släktet Cualac och familjen Cyprinodontidae. IUCN kategoriserar arten globalt som starkt hotad. Inga underarter finns listade i Catalogue of Life.